# Apellido
El apellido  (del latín appellitāre, derivado de appellāre ‘llamar’, ‘proclamar’) es el nombre antroponímico de la familia con el que se distingue a las personas.

## Introducción
En la tradición occidental, los apellidos frecuentemente tienen estos orígenes:
- Nombres de persona: Nombres propios o nombres de pila que, sin cambios o con la adición de algún sufijo especial, pasan a ser un nombre familiar de origen antroponímico. Varios ejemplos: Garcés (< García), González (< Gonzalo), López (< Lope), Martínez (< Martín), Rodríguez (< Rodrigo), Ruiz (< Rui o Ruy, diminutivo de Rodrigo), Friedrichsohn (< Friedrich, Federico), McArthur (< Arthur, Arturo), McDonald (< Donald, Donaldo), Paulov (< Paul, Pablo), Petrov (< Piotr, Pedro); Johnson (< John, Juan), Aymerich (< Aimery), Williamson (< William, Guillermo), Denisovich (< Denis, Dionisio), Vladic (< Vlado/Vlad), Sørensen (< Søren), etc. En muchos casos, estos sufijos derivan del sufijo genitivo romano: '-ici' o son análogos a él. En otros casos, el sufijo significa hijo. Por ejemplo, Sørensen significa "hijo de Søren".
- Nombres de oficios: Dado que en la Edad Media en gran parte de Europa los oficios eran hereditarios dentro de la familia, eso facilitó la identificación de una determinada familia con un determinado oficio. Por esa razón tras unas generaciones la denominación de ciertas familias quedó ligada a nombres de oficios. Ejemplos: Herrero, Herrera, Herranz o De Herrera, Ferreiro, Ferreira o Ferreyra; Pastor; Fuster; Moliner, Miller, Müller; Schulze; Fisher, Fischer (pescador); Taylor , Schneider (sastre); Schumacher, Zapatero, Sabater o Sabaté; Smith, Schmidt (herrero), Schiffer; Ravelino, Rabellini, Rabellino (quien trabaja en la confección de prendas de vestir, así también se puede interpretar como "tejedor"), Tejedor; Bacqué (vaquero), Vaquero o Baquero, Bover o Bové.
- Nombres de características físicas: según el color del cabello o alguna característica física notoria frecuentemente atribuible a una gran parte de los miembros de una familia. Ejemplos: Dorado, Rubio, Moreno, Calvo, Caamaño, Calvete, Bermejo, Royo; Pétit; Klein, Krause, Schwarzkopf; etc.
- Toponímicos, nombres de lugares (aldeas, pueblos, ciudades, provincias, regiones, países): asociados a gentilicios toponímicos que designan el origen de una determinada familia. Ejemplos: Ávila, Águila, Borobia, Tudela, España, Aragón, Barcelona, Lérida, Francia, Zaragoza, Toledo, Sevilla, Valencia, Segovia, Portugal, Villar/Vilar (pueblo pequeño, aldea), Padrón, Montilla, Elizabelar/Elissabelar (campo, pradera), Carranza, etc.

Las categorías anteriores no agotan todas las posibilidades pero la gran mayoría de apellidos usados por las lenguas de origen europeo pertenecen a alguna de las categorías anteriores.

### Apellidos más comunes en países de habla hispana

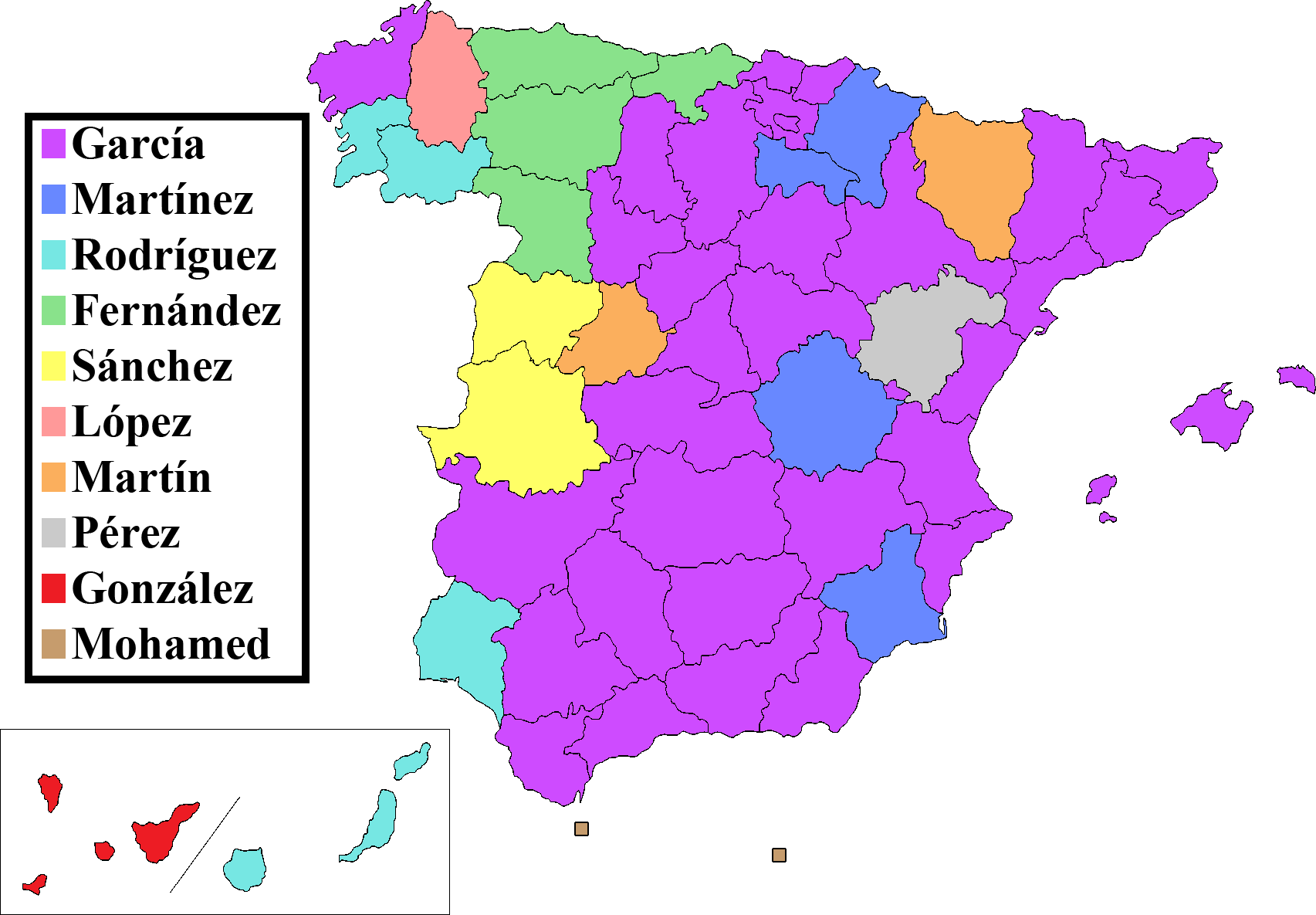
Mapa de España que muestra el apellido más común en cada provincia.

El apellido más común en los países de habla hispana es: 
- Argentina: González.
- Chile: González.[1]
- Colombia: Rodríguez.
- Ecuador: Zambrano.[2]
- España: García.[3]
- Guatemala: López.
- Paraguay: González.
- Perú: Quispe.
- México: Hernández.[4]
- Uruguay: Rodríguez.
- Venezuela: González.

### Número y herencia de los apellidos
El uso de los apellidos es muy distinto entre las culturas del mundo, aunque su uso es mayoritario. En particular, los habitantes de Tíbet y Java a menudo no utilizan apellido. En muchos países del mundo se hereda el apellido por vía paterna. Tradicionalmente, el apellido de una mujer cambia tras contraer matrimonio en algunas culturas (deja de usar el apellido de soltera y comienza a usar el apellido de casada), aunque hay pocos países que obliguen a realizar el cambio.
En España, el cardenal Francisco Jiménez de Cisneros inició en 1505 el sistema de fijar apellidos que continúa hasta hoy; antes, hermanos nacidos del mismo padre y la misma madre podían tener apellidos diferentes. A partir del siglo XIX en España y en la América hispana se fue imponiendo, primero como uso y después como norma en diversos ámbitos administrativos, legales, militares, entre otros, el sistema de doble apellido; en primer lugar el procedente de la familia del padre y en segundo el de la madre (apellidos paterno y materno, respectivamente). Por tanto, se ha consolidado en el ámbito hispánico que la identificación formal o nombre de una persona esté compuesta de: nombre de pila (o simplemente nombre, pudiendo ser más de uno) - apellido paterno y apellido materno, por este orden. Adicionalmente, y de forma extraoficial, se considera que la relación de apellidos propios de cada persona se puede extender al conjunto de los paternos y maternos intercalándolos; es decir, el primer apellido de una persona es el primer apellido de su padre, su segundo apellido es el primer apellido de su madre, el tercer apellido es el segundo apellido de su padre, el cuarto apellido es el segundo de su madre, etc. De esta forma, una persona puede considerar que tiene tantos apellidos como corresponden a los de sus antepasados, si bien en los países hispanos se permite generalmente solo el registro de dos apellidos. Desde el año 1999, la legislación española permite cambiar el orden de los apellidos. De esta forma, de común acuerdo de los padres, el apellido materno puede anteceder al del padre. Adicionalmente, desde 2017 el apellido de un recién nacido deberá ser acordado entre los progenitores (si no hay acuerdo decide el funcionario) y no utilizar el del padre primero por defecto.
En Argentina, tradicionalmente, se utilizaba solo el apellido paterno, no el materno, pero un proyecto de ley impulsado en 2006 hizo homologar esta situación a la del resto de países hispanohablantes, sin embargo, el Código Civil y Comercial estableció el uso de un solo apellido, de cualquiera de los padres, y de manera opcional el del otro progenitor.
En Guinea Ecuatorial existían apellidos de mujeres que señalaban la línea femenina de la que procedía una mujer, costumbre que se fue perdiendo en favor del sistema español, con las protestas de algunos que argumentan que, reflejando los apellidos la ascendencia, cómo va alguien a descender de dos varones.
En el portugués se usa el mismo sistema, pero los apellidos se invierten (influencia que estuvo arraigada en Canarias varios siglos). Esta costumbre de consignar primero el apellido materno y luego el paterno se da tanto en Portugal como en Brasil y Filipinas, aunque es el segundo apellido o paterno el que se hereda.
En Rusia, Ucrania y Bulgaria, el nombre completo de una persona (antropónimo) consta del nombre de pila, patrónimo y apellido. La mayor parte de los apellidos rusos tienen origen patronímico; es decir, derivan de nombres masculinos añadiendo el sufijo -ov (a) o -ev (a), donde la "a" se utiliza para el género femenino. Sin embargo, los patrónimos tienen el sufijo -óvich o -évich para el género masculino y el sufijo -ovna o -evna para el femenino. Por ejemplo, si un ruso llamado Iván Petróvich Pávlov tuviera un hijo llamado Serguéi y una hija llamada Irina, sus nombres completos serían Serguéi Ivánovich Pávlov e Irina Ivánovna Pávlova.
En Islandia, el apellido consiste simplemente en el patronímico con el sufijo -son (hijo) o -dóttir (hija). Por ejemplo, los hijos de Guðmund Jónsson serían Stefán Guðmundsson (hijo) y Vígdis Guðmundsdóttir (hija), mientras que los de Stefán serían Þór Stefánsson (hijo) y Guðrún Stefánsdóttir (hija), tal cual es el caso de la cantante Björk Guðmundsdóttir (véase nombre islandés).
En la República Checa, el nombre completo de una mujer consta del nombre de pila y apellido. La mayor parte de los apellidos checos tienen origen patronímico, es decir, derivados de nombres masculinos añadiendo el sufijo -ová o cambiando el sufijo -cký/ -ský por -cká/ -ská (solamente) para el femenino. Por ejemplo, si un checo llamado Josef Dostál tuviera una hija llamada Marie y un hijo llamado Mikulaš, sus nombres completos serían Marie Dostálová y Mikulaš Dostál. Ese -ová y/o -cká son formas femininas, que en masculino serían -ov o -cký, que significa de (De Celis, De Jensen, De Martínez) o también de algo (de un vaso, de un florero) o, en el caso de los apellidos en -cký, -ský, -cká, -ská. de algún lugar (de Praga, de Viena). También hay apellidos que tienen forma de adjetivos y se declinan de la misma manera.

### Registro y modificación de los apellidos
El registro de los apellidos se realiza al inscribir a una persona en el Registro Civil. Las regulaciones de cada país definen los límites permitidos en el registro.
Por ejemplo, la legislación española actual limita a dos el número de nombres simples en el registro y el inscrito ha de tener como primer y segundo apellido los que tengan como primeros sus respectivos progenitores en el orden que decidan los padres, siendo lo más habitual que se opte por el primer apellido del padre y después el de la madre, según venía siendo la norma desde hacía más de un siglo en España. Esta posibilidad de elegir el orden de los apellidos al inscribir se legisló el 5 de noviembre de 1999: se puede elegir el orden de los apellidos en el momento de inscribir a una persona al nacer, condicionando el resto de inscripciones de hijos de los mismos padres, y añadir o quitar el prefijo 'de'. Tras la mayoría de edad, será el propio interesado el que podrá solicitar el cambio de orden. Además, las parejas de personas del mismo sexo que, como consecuencia de la ley 13/2005 de 30 de junio, decidan adoptar, han de elegir el orden de los apellidos de su primer hijo, que se mantendría.
Adicionalmente, la legislación española permite unir dos apellidos para formar uno compuesto, práctica común cuando el segundo apellido (el que proviene de la madre) no es corriente y no se desea perder. Al unir ambos apellidos en uno único compuesto (generalmente, con un guion) se asegura que no se perderá al intercalarse con otros apellidos en generaciones posteriores.

## Origen de los apellidos hispánicos

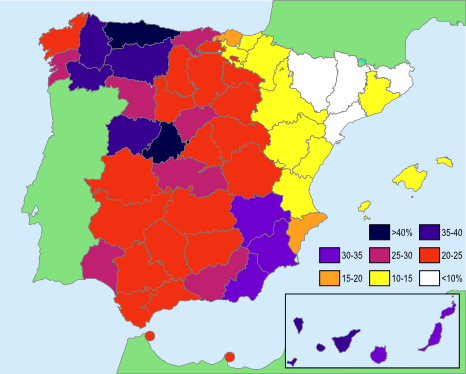
Mapa de España con el porcentaje de población nacida en cada provincia que corresponde a los 10 apellidos más corrientes en la provincia. Fuente: INE 2006.

La mayoría de los apellidos, según el origen, se pueden dividir en:
- Apellidos patronímicos.
- Apellidos toponímicos.
- Apellidos derivados de nombres comunes.
- Apellidos derivados de oficios o profesiones.
- Apellidos descriptivos o de apodos.
- Apellidos castellanizados.

### Apellidos patronímicos
Los apellidos patronímicos son los originados por un nombre propio y son el conjunto de apellidos más extendidos en España y ámbito hispano. Los patronímicos procedentes de la corona de Castilla a menudo se derivan del nombre del padre mediante las terminaciones -ez, -oz, -iz y hasta -az. Algunos estudiosos opinan que se trata más bien de una terminación de origen prerromano traspasada a las lenguas romances de la península ibérica. También se ha señalado a la terminación germánica -iks presente en nombres góticos como un posible origen. Es significativo el hecho de que las terminaciones -ez, -iz, -oz se utilicen en la lengua vasca con valor de origen o modal como egurrez de madera, harriz de piedra, ardoz de vino o latinez del latín. También son habituales -es (en Galicia y Portugal), -is (en Cataluña, Baleares y Valencia), -iz (en el País Vasco), -i (en Asturias). Por ejemplo, del nombre de pila Lope deriva López, mientras que el apellido catalán correspondiente es Llopis, y el portugués Lopes. En países de habla portuguesa se emplea una terminación con el mismo origen: -es. De Menendo o Melendo derivan las formas Menéndez (general en el ámbito del castellano, junto con Meléndez), y Melendi (en Asturias); de la forma gallego-portuguesa Mendo derivan a su vez Méndez y Mendes, otro ejemplo es el apellido español Báez (en España) y Baz (en Portugal) 
Otros formantes patronímicos son -son, -sen, -sohn (literalmente ‘hijo’) utilizados en lenguas germánicas (Harrison, Morrison, Edison, Hansen, Mendelsohn), o el genitivo -ovich / -evich y -ov(a) / -ev(a) de los apellidos rusos y otras culturas eslavas; además de los prefijos Ibn 'hijo' o Bin de los árabes, Ben o Bar de los judíos (el primero es la forma hebrea y la segunda la forma aramea), Mac- y Mc-, de los escoceses e irlandeses, u O'- de los irlandeses. (Véase también la formación de nombres islandeses).
Sin embargo, algunos apellidos patronímicos no se transformaron y simplemente existen como el nombre que los originó, y que, en algunos casos, ha caído en desuso (como pueden ser, entre otros, Alonso, Jaime, Bernabé, Bernal, García, Juan, Martín, Vicente o Simón). Otros apellidos patronímicos se forman por sintagma preposicional: Del Frade o Del Frate (‘hijo del fraile’), Del Greco (‘hijo del griego’), De los Reyes, etc.
Un apellido no patronímico por excelencia en castellano es "Expósito" o "Espósito", que antiguamente se daba a menudo a los recién nacidos abandonados de padres desconocidos. En catalán el equivalente es "Deulofeu" (lit., Dios lo hizo) o "Trobat" (lit., "encontrado"), en Navarra "Goñi" "del rey", y en otros lugares, también quizás "Tornero" -del torno de la Inclusa.

### Apellidos toponímicos
Derivan del nombre del lugar donde vivía, procedía o poseía tierras la persona o familia asociados al apellido. Muchos se encuentran precedidos de la preposición "de", "del", "de la" o simplemente son gentilicios.
Los apellidos toponímicos son muy numerosos en español y, por ejemplo, forman casi el 80% de los apellidos vascos, en particular aquellos que siguen a un sobrenombre (por ejemplo, ‘Otxoa de Zabalegi’, o sea, ‘Otxoa, nombre propio medieval que significa 'el lobo', de Zabalegi’). Por tanto, son muchísimo más variados que los patronímicos aunque en conjunto usados por menos personas que estos.

### Nombres comunes
La flora, la fauna o las peculiaridades de una región también parecen estar detrás de muchos apellidos.

### Apellidos de oficios o profesiones
Dichos apellidos ocupacionales, son aquellos que derivan del oficio o profesión que ejercía la persona o familia asociada al apellido.

### Apellidos de apodos o de descripciones
Son aquellos que derivan de una descripción o algún apodo de la persona o familia asociada al apellido.

### La influencia de la Inquisición
Algunos apellidos compuestos como San Basilio, San Juan, San Martín, Santamaría, Santana, Santángelo, Santiago o en general aquellos que comienzan con San, Santa o Santo, Santos, Santi y Santis, nacieron, entre otros casos, en épocas de la Santa Inquisición española, cuando los sefardíes, moriscos, gitanos y otras etnias tuvieron que huir y cambiar de apellidos usando estos compuestos. En síntesis, muchos apellidos descritos son de una indiscutible o innegable inspiración (connotación, alusión) cristiana, pero como hacen referencia a un vocablo mesiánico y un símbolo mesiánico o cristiano que nunca fueron aceptados por la mayor parte de los judíos, aunque sí es plausible concluir que las palabras que dan surgimiento a los apellidos nombrados pertenecen a familias conversas que los adoptaron como propios o suyos.

### Apellidos castellanizados
Los apellidos castellanizados son aquellos que no tienen origen hispano, pero que con la influencia del castellano fueron transformándose con una grafía o gramaticalmente a lo más parecido en la fonética española; lo más común es debido a la presencia de algún individuo de un linaje extranjero radicado en España o en Hispanoamérica. También son castellanizados algunos apellidos de procedencia indígena de América, siendo común que algunos se adaptasen a otros ya existentes por tener fonética similar. Al igual que la toponimia, los apellidos catalanes y, especialmente, los gallegos han sido en gran parte castellanizados debido a la similitud de las lenguas. A veces con acierto en la traducción: Branco > Blanco, y otras con graves errores etimológicos: Freixeiro (fresneda, lugar poblado de fresno) > Freijeiro.

### Apellidos de esclavos
Vicent Graullera  Sanaz y otros autores nos hablan del fenómeno de la esclavitud en los reinos hispánicos y sitúan el origen de apellidos como Moreno, Prieto (negro) y Pardo en apellidos derivados de esclavos de piel negra.

### Apellidos judíos

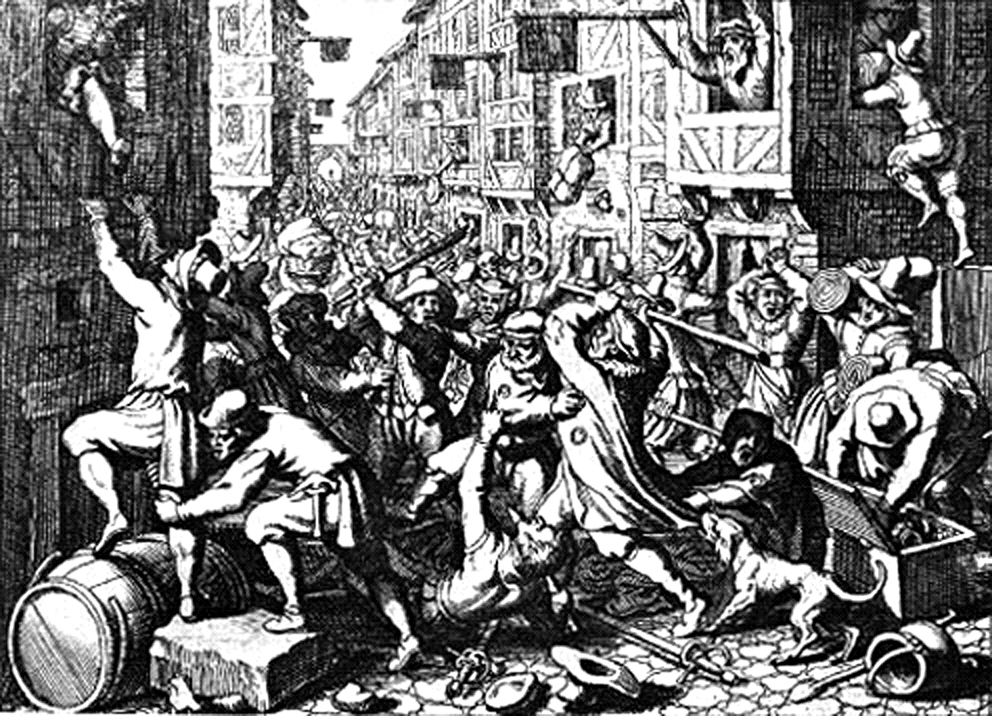
Pogromo contra los judíos en Fráncfort el 22 de agosto de 1614. Uno de los mitos genealógicos más extendidos es la creencia de que los judíos tenían un tipo de apellido concreto.

Pese a la gran cantidad de judíos que vivieron durante siglos en la península ibérica, los apellidos de inequívoco origen judío son muy raros; la existencia de apellidos judíos concretos es un mito muy extendido, sobre todo en España e Hispanoamérica. Por obvia presión social y para rehuir toda persecución, los judíos han asumido apellidos de todo tipo para disimular su origen y han preferido los de mayor identificación judía, lo que ha dificultado la identificación hasta exigir un estudio documental tan meticuloso y completo como suspicaz. En palabras del genealogista Manuel Trujillo Berges.

«Para algunos son apellidos de origen judío todos los apellidos de tipo toponímico o gentilicio, para otros todos los apellidos de tipo patronímico, para otros todos aquellos que se refieren a un oficio, para otros todos aquellos que comportan un nombre de santo o advocación mariana y para otros lo son todos los relativos a plantas y animales. Vamos, que según estas leyendas urbanas, evidentemente todas ellas falsas, son de origen judío prácticamente todos y cada uno de los apellidos de España»[cita requerida].

Así, lógicamente, muchos apellidos judíos se volvieron gentiles —por ejemplo Calderón, Pereira, Espinoza, Leyva, Méndez, Pérez, Franco, Toledano, etc.—, y los judíos también buscaron pasar inadvertidos en Europa, puesto que habían sufrido varias veces la ira de los inquisidores, sobre todo en el siglo XIV, cuando fueron culpados de la peste negra, entre otros males. Y más cuando se instalaba la Inquisición en algunos países cristianos europeos y con la instauración de esta en España tras la expulsión de los judíos en 1492. El fin del Santo Oficio era perseguir a los cristianos nuevos que presuntamente seguían practicando su antigua fe. Se acusaba de judaizantes a los nuevos cristianos judíos si practicaban aún su antigua religión o mahometizantes a los musulmanes, así como se perseguía a los herejes. Por tanto, los cristianos nuevos de origen judío buscaban apellidos corrientes de la zona donde habitasen,[cita requerida] para pasar lo más desapercibidos posible, de modo que la creencia de que los judíos tienen un tipo de apellido común es falsa.